# سيما غوانغ
سيما غوانغ (بالإنجليزية: Sima Guang)‏ (و. 1019 – 1086 م) هو مؤرخ، وسياسي، وكاتب من أسرة سونغ . ولد في Xia County .
توفي في الصين .

## أعمال بارزة
من أهم أعماله:
- Zizhi Tongjian.

## روابط خارجية
- سيما غوانغ على موقع الموسوعة البريطانية (الإنجليزية)